# 三辺金蔵
三辺 金蔵（さんべ きんぞう、1881年3月7日 - 1962年4月25日）は、明治時代から昭和時代の経済学者。専門は会計学。立教大学元総長、慶應義塾大学名誉教授、慶應義塾大学元経済学部長、理財科教授として慶應義塾大学部で初めて会計学を講義。生涯にわたってクリスチャンであった。

## 人物・経歴
1881年3月7日、神奈川県足柄下郡にて三辺惣吉の長男として生まれる。生家はかつて裕福であったが凋落したことから、勉学に対しての父の理解は薄い状況であった。一人家を出た金蔵は、肉体労働により学費を稼いだ。
旧制・立教中学校（現・立教池袋中学校・高等学校）を卒業後、1908年に慶應義塾大学部理財科を卒業。その時、28歳という晩学であった。
卒業後すぐに慶應義塾大学部の助手に採用され、商工学校で「英語」と「簿記」の講義を受け持つ。翌年、予科で「経済原論」、1910年には本科で「商業学研究」を講義する。
1912年、慶應義塾留学生として欧州へ向かう。最初の1年間は英国・ロンドンでシドニー・ウェッブなどに学び、翌年8月にはドイツ・ベルリンへ移り、アドルフ・ワーグナー、グスタフ・フォン・シュモラー、ヴェルナー・ゾンバルトに学ぶ。
1914年8月14日、第一次世界大戦が開戦。日本がドイツに最後通牒を発したと同時に、小泉信三（のちの慶應義塾長）らとドイツを脱出する。小泉とはヨーロッパ滞在のほとんどの期間を共有し、生涯親友となった。
1915年、欧州留学から日本へ帰国。2ヶ月後、慶應義塾大学部理財科教授に就任。「会計学」や「経済政策」の講義を担当する。慶應義塾大学部で初めて「会計学」を講義したのは三辺である。当初は教科書がなかったため、ノートで講義したと言われる。その後、精力的に会計学や経済学説史についての書籍を多く執筆した。
1930年、慶應義塾大学経済学部長に就任。翌年、経済学博士の称号を受ける。
1935年に、学生局主任主事に就任。学生を愛し、非常に面倒見の良い教師であった。学生たちだけではなく近所の人にも親切で、馴染みの魚屋が独立した時には、何軒かの知り合いに一緒に挨拶へ行くほどであったという。三辺を評して小沢愛国は「人を活かすことを知って人を落とすことをしない典型的な紳士であり、人情家でもあった」と語っている。学術における経済理論でも、「失業問題」と題する講演で、失業は失業者個人の欠点によるものではないと強く主張した。三辺は、著作や論文で、自らの信仰を前面に押し出すことはなかったが、生涯に渡ってクリスチャンであった。盟友である小泉信三も日本聖公会のクリスチャンであった。
1943年、慶應義塾大学名誉教授。同年、立教大学総長に就任。この就任は、戦時下にあって立教大学は、敵国の米国人が造った大学のため、引き受ける者がおらず三辺が快諾したと伝えられている。
1945年、終戦を迎え、GHQの覚書『信教の自由侵害の件』により、総長であった三辺を含む11名が一時公職追放となる。これは、三辺が総長就任に際して、立教大学の教育からキリスト教主義を取り除き、教育と宗教は分離すべきとした就任演説や礼拝堂の内装を防空壕の資材に転用する指示をしたことなどの戦時下の大学運営が処分対象となったものだが、当時の立教大学には軍部の配属将校が常駐し、国体明徴運動の煽りや軍部による敵国のキリスト教系学校に対する圧迫を受け、自由が奪われ時局の流れに逆らえない状況下の運営に対する出来事であった。
また、戦時下においては、各大学は軍の要求に応えることが求められ、例えば早稲田大学でも、米国人宣教師のハリー・ベニンホフが創設し、早稲田の国際化の一翼を担ってきた早稲田奉仕園が軍の接収対象となったが、そこに早稲田大学理工学部石油工学科を新設し、教会と礼拝堂が置かれたスコットホールを教室として利用することで接収を免れ、奉仕園を存続させることができた。
1952年に追放が解除され、三辺は慶應義塾大学経済学部に復帰し、学部と大学院で会計学などを講じた。のちに慶應義塾学事顧問も務める。1955年には、千葉商科大学教授、商経学部長も兼任することとなった。
三辺は、1962年4月25日に死去し、28日に東京都港区の日本聖公会聖アンデレ教会にて葬儀が行われた。
長男の三辺謙は、後に慶應義塾大学病院長や慶應義塾大学医学部長などを歴任。三辺謙の妻・文子は小泉信三（経済学者）の姪であり、松本烝治（法学者）の二女である。

## 主な著書
- 考課状の見方／株式相場全集 第11巻 春陽堂(1931年)
- 会計監査／商学全集 第30巻 千倉書房(1931年)
- 経営分析／会計学全集 第8巻 東洋出版社(1938年)
- 会計学／慶應義塾大学講座経済学 第30 慶応出版社(1941年)
- 経営分析／慶應義塾大学講座経済学 第31 慶応出版社(1943年)
- 会計学綱要 (1946年)
- 経営分析の基礎理論 三田書店(1946年)
- 会計監査 千倉書房(1948年)
- 会計学 丸善(1948年)
- 会計学大意 税務経理協会(1949年)
- 簿記通論 税務経理協会出版部(1949年)
- 財務諸表分析 現代商学全集〈第23巻〉春秋社(1951年)
- 簿記通論 税務経理協会(1952年)
- 会計学を索ねて 税務経理協会(1954年)
- 経営会計研究―三辺金蔵博士謝恩記念論文集 慶應義塾経営学会編 税務経理協会(1956年)